# Adolfo de Holstein-Gottorp
Adolfo de Holstein-Gottorp (Castillo de Durburgo, Flensburgo, 25 de enero de 1526 - Gottorp, 1 de octubre de 1586) fue príncipe de Dinamarca y Noruega, perteneciente a la Casa de Oldemburgo. Fue el primer duque de Schleswig-Holstein-Gottorp (1544-1586) y fundador de la Casa de Holstein-Gottorp.

## Biografía
Era hijo del rey Federico I de Dinamarca y de su segunda esposa Sofía de Pomerania. 
A pesar de que sus padres eran católicos, la tolerancia del soberano danés hizo que su hijo fuese educado por el líder protestante Felipe I de Hesse. Adolfo pasó cuatro años en el castillo del landgrave en Kassel y, gracias a esa educación, se convirtió al luteranismo.
En 1544 su medio hermano el rey Cristián III repartió los antiguos ducados de Schleswig y Holstein entre él y sus hermanastros Juan y Adolfo.
Adolfo escogió un territorio que contenía la ciudad de Schleswig y el palacio de Gottorp, de donde proviene el nombre del ducado. El ducado, llamado Schleswig-Holstein-Gottorp, sería vasallo de Dinamarca. De modo paralelo, Holstein-Gottorp era un ducado dentro del Sacro Imperio Romano Germánico.
Adolfo tomó parte en el Reichstag de 1548, donde vio al emperador Carlos V en la cima de su poder. Acompañó al landgrave Felipe en el viaje de homenaje al emperador través de los Países Bajos españoles y conoció un paisaje rico y floreciente.
A pesar de ser protestante, apoyó al emperador con 2.000 hombres a caballo y diez compañías de infantería, aunque esta guerra ´contribuyó a que se redujera el poder de los príncipes protestantes. Comoquiera que aún tenía prestigio entre los príncipes del norte de Alemania, le eligieron como comandante de las tropas del norte de Alemania.
En 1553, Adolfo volvió a su hogar. En 1556 se hizo cargo de la propiedad de la iglesia en su territorio y del obispado de su difunto hermano Federico, tal como lo había dispuesto en su testamento. A continuación, se dispuso a vengar la vergüenza de sus antepasados en la batalla de Hemmingstedt. Adolfo quería extender su propia esfera de influencia, comenzando por la entonces rica e independiente república de campesinos de Dithmarschen. Se las arregló para convencer a sus dos co-gobernantes que recogieran el equipamiento de su ejército.
En 1559, capturó con su hermano Juan y su sobrino, Federico II de Dinamarca, Dithmarschen en la última contienda. Los tres gobernantes dividieron la antigua república de campesinos entre ellos, Adolfo recibió la parte más septentrional, y por lo tanto la conexión directa a sus territorios en Eiderstedt. Cuando el hermano de Adolfo, el duque Juan, murió en 1580, él y Federico II se repartieron las posesiones de Juan en Schleswig-Holstein.
Internamente se modernizó su Estado. Mandó construir entre otras cosas los palacios de Reinbek, Husum, Tönning, Trittau y la residencia St. Jürgen para pobres y ancianos, así como una importante ampliación en el ala norte del castillo de Gottorp. 

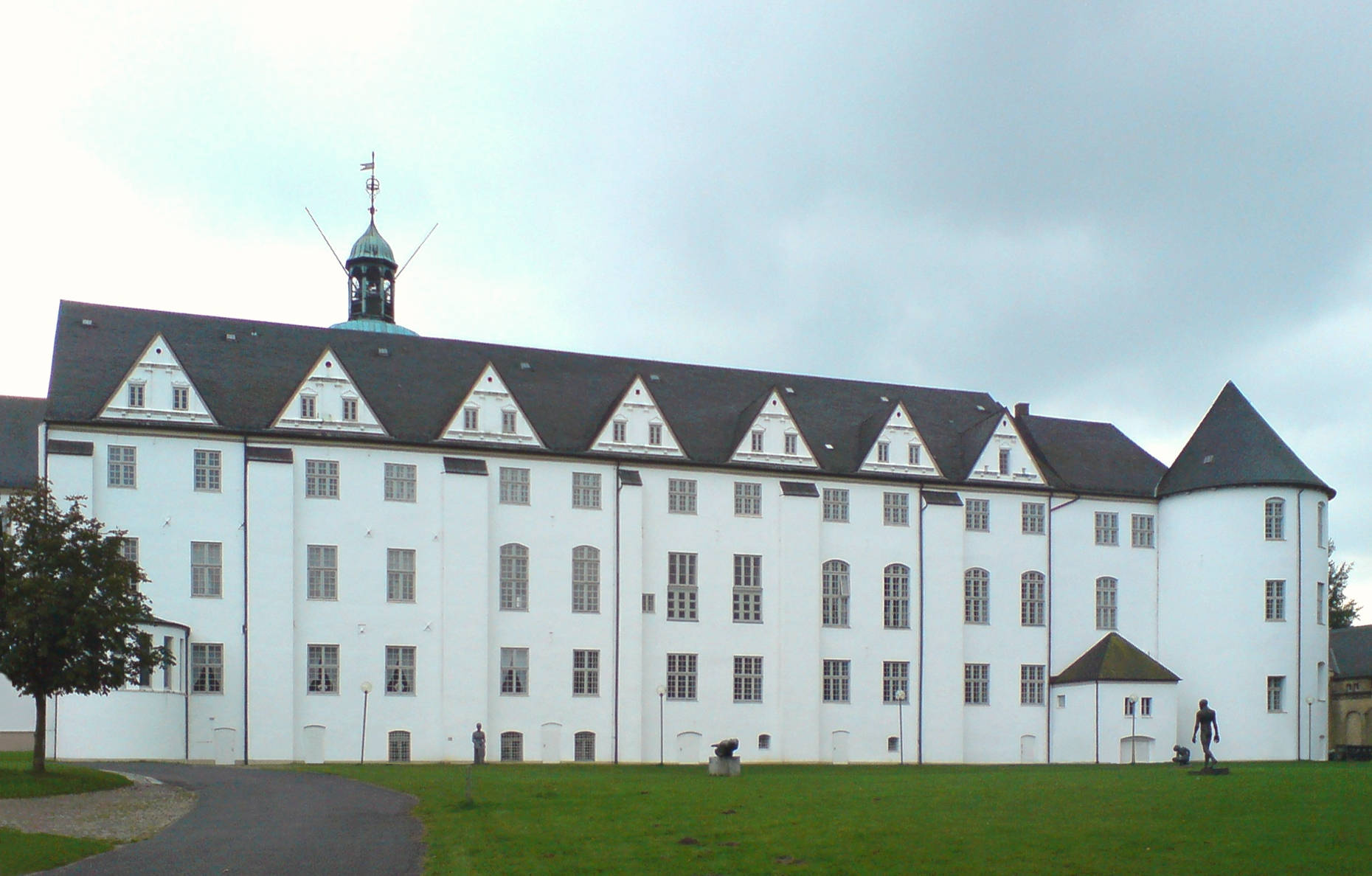
Ala norte del palacio de Gottorp.

Cuando Adolfo murió, su hijo mayor, Federico, pasó a ser duque de Schleswig-Holstein-Gottorp.

## Matrimonio y descendencia
Se casó en 1564 con la princesa Cristina de Hesse (1543-1604), hija del landgrave Felipe I de Hesse (1504-1567) y Cristina de Sajonia. De esta unión nacieron 10 hijos:
- Federico (1568-1587), sucesor de su padre.
- Sofía (1569-1634), casada con el duque Juan VII de Mecklemburgo.
- Felipe (1570-1590), sucesor de su hermano Federico II en el ducado.
- Cristina (1573-1625), casada con Carlos IX de Suecia, madre de Gustavo II Adolfo.
- Isabel (1574-1587).
- Juan Adolfo (1575-1616), arzobispo luterano de Bremen (1585-1596), príncipe-obispo luterano de Lübeck (1586-1607) y sucesor de su hermano Felipe en el ducado.
- Ana (1575-1625), casada con el conde Enno III de Ostfriesland.
- Cristián (1576-1577).
- Inés (1578-1627).
- Juan Federico (1579-1634), arzobispo luterano de Bremen (1596-1634) y obispo luterano de Verden (1631-1634).

Sus descendientes reinarían en Rusia y Suecia.
| Predecesor: — | Duque de Holstein-Gottorp 1544-1586 | Sucesor: Federico II |